# Gradska (Crna Trava)
Pour les articles homonymes, voir Gradska.
Gradska (en serbe cyrillique : Градска) est un village de Serbie situé dans la municipalité de Crna Trava, district de Jablanica. Au recensement de 2011, il comptait 254 habitants.

## Démographie
| 1948 | 1953 | 1961 | 1971 | 1981 | 1991 | 2002 | 2011 |
| ---- | ---- | ---- | ---- | ---- | ---- | ---- | ---- |
| 738  | 755  | 867  | 837  | 638  | 434  | 337  | 254  |

|  |